# USS Carpenter (DD-825)
USS Carpenter (DD-825/DDK-825/DDE-825) là một tàu khu trục lớp Gearing được Hải quân Hoa Kỳ chế tạo vào giai đoạn cuối Chiến tranh Thế giới thứ hai. Nó là chiếc tàu chiến duy nhất của Hải quân Mỹ được đặt theo tên Thiếu tá Hải quân Donald M. Carpenter (1894–1940), một phi công hải quân tiên phong từng phục vụ trên những tàu sân bay đầu tiên. Được hạ thủy khi chiến tranh đã kết thúc, việc chế tạo con tàu bị gián đoạn một thời gian trước khi được hoàn tất như một tàu chống ngầm chuyên dụng với ký hiệu lườn DDK-825. Nó đã phục vụ trong giai đoạn Chiến tranh Lạnh, Chiến tranh Triều Tiên và Chiến tranh Việt Nam cho đến năm 1982, và lần lượt được xếp lại lớp như một tàu khu trục hộ tống DDE-825 năm 1960, rồi quay trở lại ký hiệu lườn cũ DD-825 năm 1962. Con tàu được chuyển cho Thổ Nhĩ Kỳ và tiếp tục phục vụ cùng Hải quân Thổ Nhĩ Kỳ như là chiếc TCG Anittepe (D-347) cho đến năm 1997; nó bị tháo dỡ vào năm 1999. Carpenter được tặng thưởng năm Ngôi sao Chiến trận do thành tích phục vụ trong Chiến tranh Triều Tiên, và thêm 12 Ngôi sao Chiến trận khác khi hoạt động trong Chiến tranh Việt Nam.

## Thiết kế và chế tạo

### Thiết kế
Carpenter có chiều dài chung 390 foot 6 inch (119,02 m), mạn tàu rộng 40 foot 10 inch (12,45 m) và mớn nước sâu 19 foot (5,8 m). Trọng lượng choán nước khô là 2.182 tấn Anh (2.217 t), 2.500 tấn Anh (2.500 t) tiêu chuẩn và 2.550 tấn Anh (2.590 t) khi đầy tải. Hai turbine hơi nước công suất 60.000 mã lực càng (45.000 kW) cho phép nó đạt tốc độ tối đa 32 hải lý trên giờ (59 km/h; 37 mph). Khi hoàn tất, dàn vũ khí chống ngầm của Carpenter bao gồm hai dàn rocket chống ngầm Alpha, một bệ súng cối chống ngầm Hedgehog xoay được, bốn ống phóng ngư lôi cùng hai đường ray thả mìn sâu và sáu máy phóng mìn sâu. Vũ khí phòng không bao gồm hai tháp pháo 3 inch (76 mm) nòng đôi, ban đầu trang bị pháo 3 inch/50 caliber và sau này được thay thế bằng kiểu 70 caliber Mark 26.

### Lớp phụCarpenter
Vào thời kỳ đầu của giai đoạn Chiến tranh Lạnh, Hải quân Hoa Kỳ cần có những tàu khu trục chống ngầm tiên tiến để phát triển chiến thuật nhằm đối phó với những tàu ngầm nhanh tương tự như tàu ngầm Kiểu XXI của Đức Quốc Xã trong Thế Chiến II, trang bị động cơ diesel và ống hơi mà Liên Xô sẽ nhanh chóng chế tạo với tính năng tương đương. Vì vậy Tư lệnh Tác chiến Hải quân quyết định sẽ hoàn thiện bốn chiếc lớp Gearing chưa hoàn tất theo xu hướng tàu khu trục chống ngầm chuyên dụng. Hai chiếc, Carpenter và Robert A. Owens (DD-827), sẽ là những "tàu diệt tàu ngầm" tiên tiến hoạt động thay thế cho những tàu chống tàu ngầm chuyên biệt như Norfolk (DL-1); trong khi hai chiếc khác, Epperson (DD-719) và Basilone (DD-824), sẽ hoàn tất như những tàu khu trục hộ tống đơn giản hơn.
Lớp phụ Carpenter bao gồm tám chiếc lớp Gearing (mang ký hiệu lườn DDK) được cải biến để phục vụ trong vai trò thay thế tạm thời cho những "tàu tuần dương diệt tàu ngầm" chuyên dụng như là chiếc Norfolk; những cải biến nhấn mạnh đến thiết bị điện tử tiên tiến và vũ khí chống ngầm hơn là vũ khí phòng không và ngư lôi. Carpenter trang bị súng cối chống tàu ngầm Hedgehog trên bệ xoay được; hai dàn rocket chống ngầm Alpha, ngư lôi chống tàu ngầm cũng như thiết bị phản công ngư lôi, mục tiêu giả kéo theo và hệ thống sonar được cải tiến.

### Chế tạo
Carpenter được đặt lườn tại xưởng tàu của hãng Consolidated Steel Corporation ở Orange, Texas vào ngày 30 tháng 7 năm 1945. Nó được hạ thủy vào ngày 28 tháng 9 năm 1945; được đỡ đầu bởi bà Donald M. Carpenter, vợ góa Thiếu tá Carpenter. Hợp đồng chế tạo con tàu bị tạm dừng vào ngày 30 tháng 1 năm 1946, rồi được tái tục vào ngày 21 tháng 2, nhưng lại tạm dừng một lần nữa vào ngày 21 tháng 10, khi lườn tàu được kéo đến Căn cứ Hải quân Algiers, Louisiana. Sau khi Hải quân phát sinh nhu cầu cần có những tàu khu trục chống ngầm chuyên dụng, con tàu được cho chuyển đến xưởng tàu của hãng Newport News Shipbuilding vào ngày 6 tháng 11 năm 1947 để được hoàn tất như một tàu khu trục chống ngầm (DDK) thuộc lớp phụ mang tên nó, và được xếp lại lớp với ký hiệu lườn mới DDK-825 vào ngày 28 tháng 1 năm 1948. Carpenter nhập biên chế tại Xưởng hải quân Norfolk, Norfolk, Virginia vào ngày 15 tháng 12 năm 1949 dưới quyền chỉ huy của Hạm trưởng, Trung tá Hải quân James B. Grady.

## Lịch sử hoạt động

### 1950 – 1953

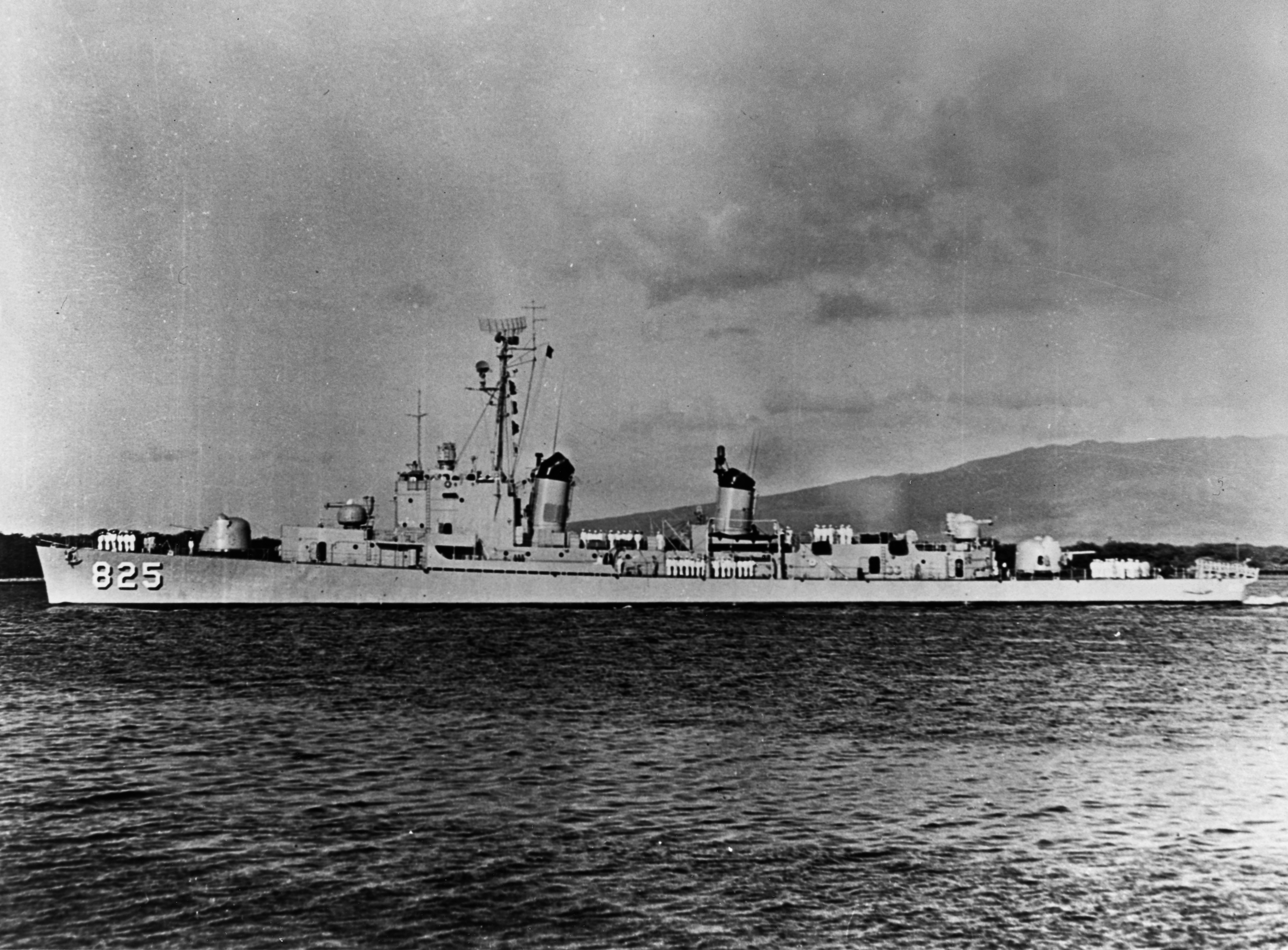
USS Carpenter trong cấu hình ban đầu, 1953

Đang khi được trang bị hoàn thiện tại Xưởng hải quân Norfolk, ký hiệu lườn của Carpenter được đổi thành DDE-825 và xếp lại lớp như một tàu khu trục hộ tống vào ngày 4 tháng 3 năm 1950. Giống như các tàu chị em Basilone, Epperson và Robert A. Owens, Carpenter thực hiện chuyến đi chạy thử máy và huấn luyện chống tàu ngầm tại khu vực vịnh Guantánamo, Cuba vào mùa Xuân năm 1950. Nó được điều động sang khu vực Thái Bình Dương vào ngày 26 tháng 6, băng qua kênh đào Panama vào ngày 1 tháng 7, và đi đến cảng nhà mới là Trân Châu Cảng thuộc quần đảo Hawaii vào ngày 13 tháng 7.
Cho dù xung đột đã nổ ra vào ngày 25 tháng 6 năm 1950, do việc quân đội Bắc Triều Tiên vượt vĩ tuyến 38 tấn công xuống lãnh thổ Nam Triều Tiên, Carpenter vẫn được giữ lại khu vực Hawaii và được phân về một lực lượng tìm-diệt tàu ngầm. Nó hoạt động từ Trân Châu Cảng trong các cuộc thực tập thử nghiệm nhằm phát triển vũ khí và chiến thuật chống tàu ngầm.
Carpenter bắt đầu lượt phục vụ đầu tiên tại vùng chiến sự vào ngày 4 tháng 2 năm 1952, khi nó rời Trân Châu Cảng để hướng sang khu vực Tây Thái Bình Dương. Sau khi đi đến Yokosuka, Nhật Bản, nó tiến hành tập trận tìm-diệt tàu ngầm tại vùng biển ngoài khơi Okinawa trước khi trình diện để phục vụ cùng Lực lượng Đặc nhiệm 77 từ ngày 3 tháng 3. Hoạt động cùng lực lượng tàu sân bay nhanh, nó hộ tống bảo vệ và chống tàu ngầm cho các tàu sân bay, xen kẻ với hai chuyến đi đến cảng Wonsan đến đón những phi công bị bắn rơi gia nhập trở lại lực lượng đặc nhiệm.
Sau khi hoàn tất một lượt tuần tra eo biển Đài Loan trong tháng 4, Carpenter gia nhập Đội đặc nhiệm 95.1 thuộc Lực lượng Đặc nhiệm 95, lực lượng hộ tống và phong tỏa Liên Hợp Quốc, để hoạt động tại khu vực Hoàng Hải. Phục vụ cùng một lực lượng đa quốc gia bao gồm những tàu chiến thuộc Hải quân Hoàng gia Anh, Australia và Canada, nó đã hộ tống cho các tàu sân bay trong các hoạt động không kích cũng như trực tiếp tham gia bắn phá bờ biển, bao gồm hoạt động tại đảo Ch'o Do thuộc Nampo.
Carpenter quay trở về Trân Châu Cảng để được bảo trì và cải biến, và sau đó tiến hành các hoạt động huấn luyện tại chỗ tại vùng biển Hawaii trong tháng 7 và tháng 8. Nó lên đường đi Eniwetok vào tháng 9 để tham gia Chiến dịch Ivy, hai cuộc thử nghiệm bom nhiệt hạch trên tầng khí quyển. Trong quá trình thử nghiệm, nó đã tuần tra chống tàu ngầm nhằm ngăn chặn tàu ngầm Liên Xô trinh sát cuộc thử nghiệm, và cũng bảo vệ và canh phòng máy bay cho tàu sân bay hộ tống Rendova (CVE-114) trong các hoạt động tuần tra và trinh sát suốt khu vực. Hoàn tất thử nghiệm vào ngày 16 tháng 11, nó được giám sát khử phóng xạ trước khi khởi hành đi Trân Châu Cảng vào ngày hôm sau, đến nơi vào ngày 24 tháng 11.
Carpenter hoạt động thường lệ tại khu vực quần đảo Hawaii cho đến tháng 5 năm 1953, khi nó lại được phái sang Viễn Đông để hoạt động cùng Lực lượng Đặc nhiệm 77. Gặp gỡ tàu tuần dương hạng nhẹ Manchester (CL-83) vào đầu tháng 6, nó tiếp tục hướng sang vùng biển ngoài khơi Bắc Triều Tiên và làm nhiệm vụ bắn phá bờ biển xuống các vị trí đối phương tại cảng Hŭngnam vào ngày 12 tháng 6. Con tàu đã chịu đựng khoảng 12 phát đạn pháo 75 mm từ một khẩu đội pháo bờ biển đối phương nhắm tới, nhưng không bị bắn trúng và không chịu đựng hư hại hay thương vong nào.
Sau một giai đoạn được bảo trì tại Sasebo, Nhật Bản, Carpenter phục vụ hộ tống cho các tàu sân bay nhanh trong tháng 7. Sau khi quay trở lại Yokosuka cho một đợt tái trang bị ngắn vào ngày 29 tháng 7, nó lên đường vào ngày 11 tháng 8 cho một đợt tuần tra tại eo biển Đài Loan, bao gồm việc hộ tống bảo vệ cho tàu sân bay Boxer (CVA-21) và thiết giáp hạm New Jersey (BB-62) cũng như theo dõi nhiều mục tiêu là máy bay Không quân Trung Quốc trên màn hình radar. Quay trở về Kobe, Nhật Bản vào ngày 6 tháng 9, con tàu hoạt động tuần tra chống tàu ngầm và hộ tống bảo vệ tại vùng biển Triều Tiên trong hai tháng tiếp theo.

### 1954 - 1959
Khởi hành từ Yokosuka vào ngày 30 tháng 10, 1953, Carpenter đi đến Trân Châu Cảng cho một lượt tái trang bị và sửa chữa nhỏ, tiếp nối bằng hoạt động thực hành chiến thuật va huấn luyện thủy thủ đoàn, kéo dài cho đến mùa Hè năm 1954, khi nó lên đường đi sang khu vực Tây Thái Bình Dương. Khi xảy ra vụ Khủng hoảng eo biển Đài Loan lần 1 vào tháng 9, do phía Trung Quốc nả pháo xuống các đảo Mã Tổ và Kim Môn còn do phe Quốc dân Đảng dưới quyền Tưởng Giới Thạch chiếm đóng, chiếc tàu khu trục đã tuần tra tại eo biển Đài Loan trong 13 ngày căng thẳng, cho đến khi vụ khủng hoảng lắng dịu. Nó tiếp tục ở lại khu vực này trong ba tháng tiếp theo, hộ tống cho Boxer và tiến hành nhiều đợt thực hành chống tàu ngầm cũng như tuần tra eo biển Đài Loan. Vào tháng 1, 1955, nó trợ giúp cho lực lượng Trung Hoa dân quốc (Đài Loan) triệt thoái khỏi quần đảo Đại Trần.

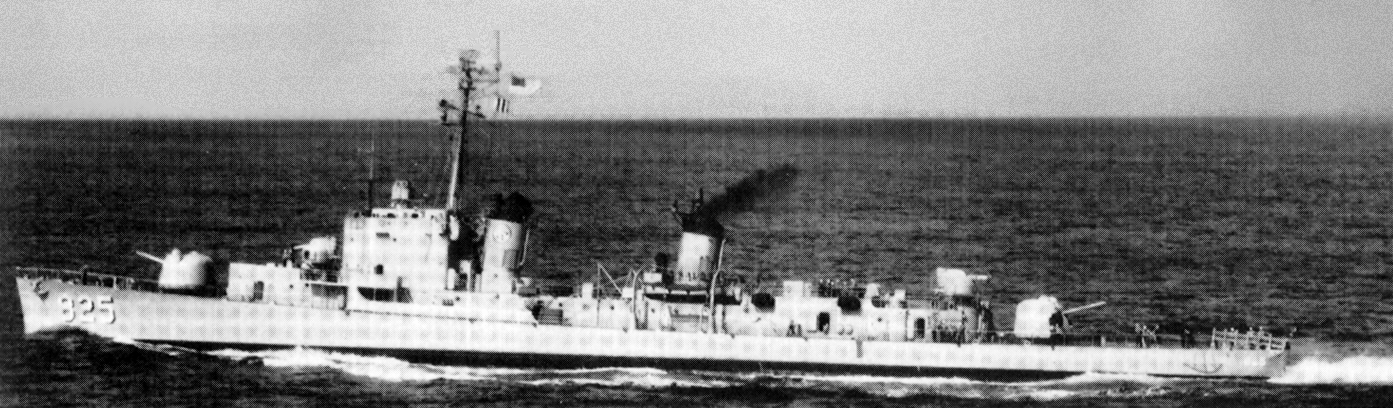
USS Carpenter vào năm 1957

Quay trở về khu vực Hawaii vào mùa Xuân năm 1955, Carpenter tiếp nối các hoạt động thường lệ tại chỗ và thực hành chống tàu ngầm từ Trân Châu Cảng. Nó khởi hành vào ngày 4 tháng 1, 1956 cho lượt hoạt động thứ tư tại khu vực Tây Thái Bình Dương, hoạt động huấn luyện chống tàu ngầm cùng các đơn vị thuộc Đệ Thất hạm đội từ Yokosuka, rồi viếng thăm các cảng Philippines và Hong Kong, cũng như hoạt động phối hợp cùng các tàu chiến của Hải quân Hoàng gia Australia.
Quay trở về Trân Châu Cảng vào ngày 9 tháng 6, Carpenter được đại tu trước khi tiếp nối nhịp điệu hoạt động huấn luyện và thực tập thường lệ. Nói rời vùng biển Hawaii vào ngày 15 tháng 3, 1957 cho một chuyến viếng thăm thiện chí đến khu vực Nam Thái Bình Dương, ghé qua Samoa thuộc Mỹ; đảo Manus tại quần đảo Admiralty; và Sydney, Australia trước khi quay trở về Hawaii vào ngày 28 tháng 8. Trong mùa Thu năm đó, con tàu trải qua một đợt đại tu khác, khi nó được trang bị hai pháo phòng không 3-inch/70 caliber Mark 26 bắn nhanh để thử nghiệm và đánh giá.
Carpenter tiếp tục nhịp điệu hoạt động này trong ba năm tiếp theo, hoạt động thường lệ tại chỗ từ Trân Châu Cảng trước khi được bố trí hoạt động cùng một đội đặc nhiệm tìm-diệt chống tàu ngầm ngoài khơi Nhật Bản, rồi quay trở về cảng nhà để sửa chữa. Nó có lượt hoạt động tiếp theo tại khu vực Tây Thái Bình Dương từ tháng 4 đến tháng 9, 1958, rồi hoạt động huấn luyện và đại tu cho đến tháng 3, 1959. Con tàu đã hoạt động huấn luyện trong sáu tuần lễ trước khi có một đợt biệt phái khác vào tháng 7, nơi nó hoạt động tìm-diệt chống tàu ngầm cùng các tàu sân bay Hornet (CVS-12) và Kearsarge (CVS-33), trước khi quay trở về nhà vào tháng 12.

### 1960 - 1964
Trong bối cảnh mối đe dọa từ những tàu ngầm hạt nhân của Liên Xô, Carpenter dành phần lớn thời gian của mùa Xuân năm 1960 huấn luyện và thực hành tìm-diệt chống tàu ngầm cùng các tàu sân bay Yorktown (CVS-10), Hancock (CVA-19) và Ranger (CVA-61). Đến cuối tháng 6, nó hoạt động trong vai trò canh phòng máy bay trong khuôn khổ Chiến dịch Cosmos phục vụ cho chuyến đi của Tổng thống Dwight D. Eisenhower nhằm viếng thăm hữu nghị vùng Viễn Đông. Sau đó con tàu thực hiện chuyến đi thực tập cho học viên sĩ quan kéo dài sáu tuần lễ, hoàn tất vào ngày 26 tháng 7, rồi trải qua một giai đoạn bảo trì cặp bên mạn tàu tiếp liệu khu trục Bryce Canyon (AD-36). Nó dành phần lớn thời gian của tháng 9 trong ụ tàu để sửa chữa lườn tàu.
Khởi hành vào ngày 17 tháng 10, 1960 cho lượt phục vụ thứ tám tại Viễn Đông, Carpenter tham gia đội đặc nhiệm chống tàu ngầm của Đệ Thất hạm đội, và đã thực hành huấn luyện cùng các tàu sân bay Hornet, Hancock và Bennington (CVS-20). Vào đầu năm 1961, khi có nguy cơ lực lượng Việt Nam Dân chủ Cộng hòa và Pathet Lào sẽ lật đổ chính phủ Hoàng gia thân phương Tây tại Lào, chiếc tàu khu trục được phái đến tuần tra trong biển Đông nhằm ngăn ngừa xung đột lan rộng.
Sau khi quay trở về Trân Châu Cảng vào ngày 26 tháng 4, 1961, Carpenter đi vào Xưởng hải quân Trân Châu Cảng vào ngày 22 tháng 5 để nâng cấp các cảm biến và vũ khí chống ngầm. Khi rời xưởng tàu vào tháng 8, nó được bổ sung một sàn đáp cho máy bay trực thăng và bộ sonar AN/SQS-26 để nâng cao khả năng phát hiện tàu ngầm. Nó dành trọn thời gian còn lại của năm 1961 cho việc huấn luyện ôn tập và thử nghiệm thiết bị mới.
Vào ngày 29 tháng 1, 1962, Carpenter tham gia cuộc Tập trận "Prairie Wolf" phối hợp cùng các tàu ngầm chạy diesel Tang (SS-563) và Gudgeon (SS-567), nhằm tiếp tục thử nghiệm khả năng phát hiện tàu ngầm về hệ thống vũ khí chống ngầm. Các đợt tập trận trong những tháng tiếp theo được nó dành cho thử nghiệm vũ khí, sonar, radar, thiết bị phản công điện tử và thực hành ngư lôi chống tàu ngầm. Xen kẻ vào đó là những lần phục vụ canh phòng máy bay cho tàu sân bay Hancock và thử nghiệm đánh giá năng lực phát hiện tàu ngầm của sonar SQS-32 khi tập trận phối hợp cùng tàu ngầm hạt nhân Seadragon (SSN-584). Vào ngày 20 tháng 2, nó tham gia vào Chương trình Mercury khi phục vụ như tàu thu hồi dự phòng cho chuyến bay Friendship 7 đưa phi hành gia John Glenn lên quỹ đạo trái đất.
Sau một lượt tập trận tìm-diệt chống tàu ngầm khác phối hợp cùng tàu khu trục hộ tống Sproston (DDE-577) và tàu ngầm chạy diesel Bashaw (SS-241) vào ngày 23 tháng 5, Carpenter quay trở lại Trân Châu Cảng và được sửa chữa cặp bên mạn chiếc Bryce Canyon trong ba tuần. Nhằm chuẩn bị cho đợt biệt phái tiếp theo sang Viễn Đông, con tàu tiếp tục tập trận chống tàu ngầm, thực hành tiếp liệu bằng máy bay trực thăng và canh phòng máy bay. Trong một cuộc tập trận, nó đã buộc tàu ngầm "đối phương" Tiru (SS-416) phải nổi lên mặt nước. Nó được xếp lại lớp như một tàu khu trục và mang lại ký hiệu lườn cũ DD-825 vào ngày 29 tháng 6.
Rời vùng biển Hawaii vào ngày 2 tháng 7, 1962, Carpenter đi đến Yokosuka mười ngày sau đó. Sau một giai đoạn ngắn bảo trì cặp bên mạn tàu tiếp liệu khu trục Dixie (AD-14), nó bắt đầu thực hành chống tàu ngầm và hoạt động hộ tống cho tàu sân bay Hornet. Những đợt thực hành tuần tra cùng các tàu khu trục thuộc Lực lượng Phòng vệ biển Nhật Bản Takanami (DD-110) và Onami (DD-111) kéo dài trong suốt tháng 9; ngoài ra nó còn thực tập bắn ngư lôi, ngăn chặn phản công điện tử, và canh phòng máy bay cho tàu sân bay trong biển Nhật Bản. Sang tháng 10, nó tham gia thực hành hộ tống bảo vệ vận tải ngoài khơi Okinawa, đối đầu với nhiều tàu săn cá voi Xô Viết theo dõi. Sau đó nó viếng thăm Sasebo, Hong Kong và vịnh Subic, Philippines trước khi lên đường quay trở về Hawaii, về đến Trân Châu Cảng vào ngày 17 tháng 12.

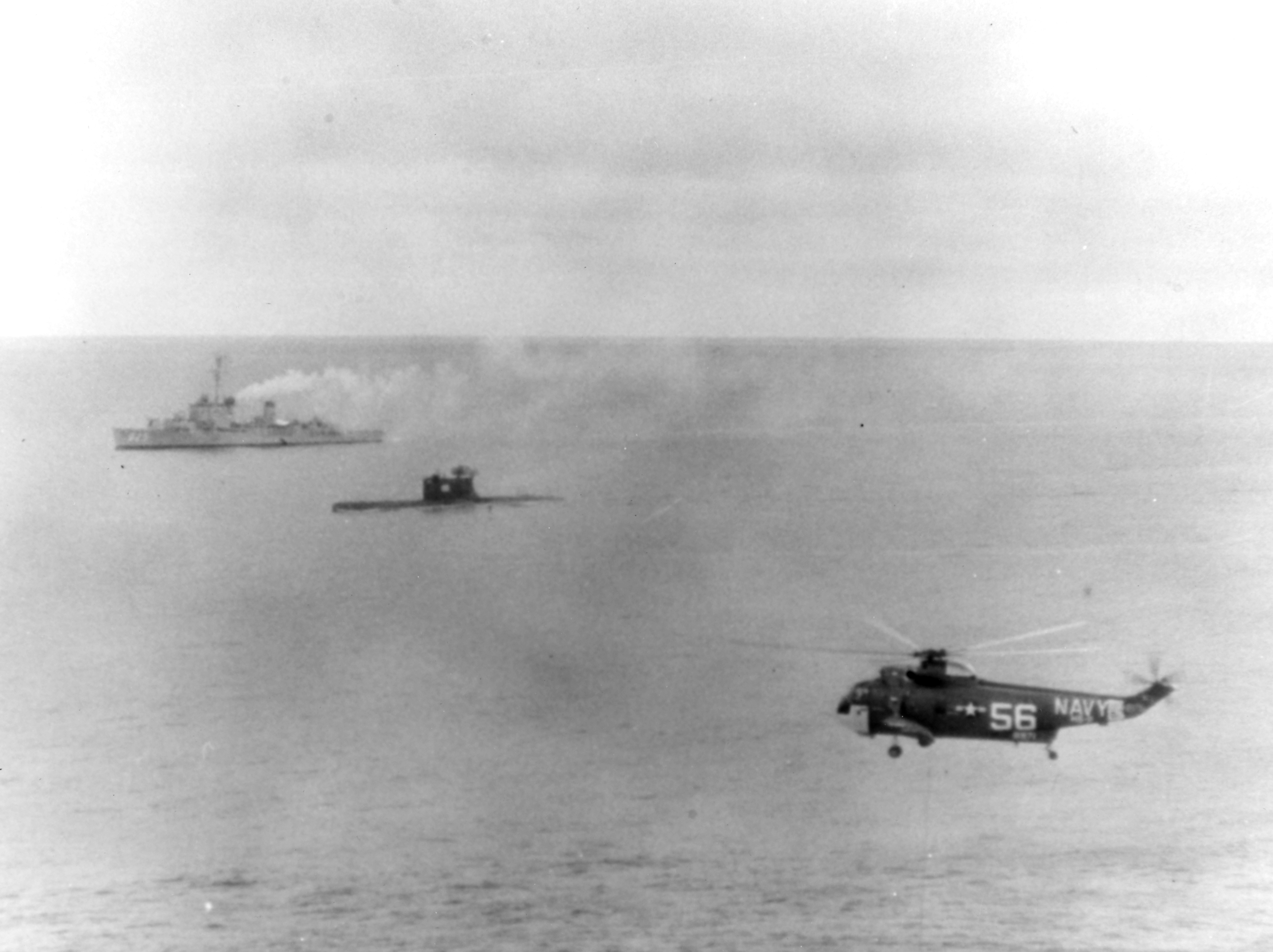
Carpenter và một tàu ngầm Liên Xô trong biển Nhật Bản, 6 tháng 1, 1964

Từ tháng 1, 1963, Carpenter tiến hành nhiều đợt thực tập ngoài khơi vùng biển Hawaii, bao gồm mục tiêu thực hành cho tàu ngầm và huấn luyện phối hợp cùng các tàu frigate Canada HMCS Beacon Hill (FFE 303) và HMCS Jonquiere (FFE 318). Trong một đợt thực hành hộ tống vận tải vào tháng 4, nó mô phỏng tấn công và "đánh chìm" các tàu ngầm Pickerel (SS-524) và Carbonero (SS-337). Vào ngày 11 tháng 7, chiếc tàu khu trục lên đường đi xuống phía Nam cho một chuyến đi huấn luyện ngắn đến Samoa thuộc Mỹ, viếng thăm Pago Pago, Tutuila trong ba ngày trước khi quay trở về Trân Châu Cảng. Sang tháng 8, nó tham gia cuộc tập trận hạm đội, thực hành hộ tống tàu vận tải trong đó máy bay trực thăng, tàu nổi và máy bay không người lái chống ngầm (DASH) được sử dụng để tấn công tàu ngầm "đối phương". Vào ngày 10 tháng 8, nó bị công bố "loại khỏi vòng chiến" sau một đợt tấn công mô phỏng bằng tên lửa hành trình SSM-N-8 Regulus phóng từ tàu ngầm Medregal (SS-480).
Carpenter lên đường vào ngày 12 tháng 11, 1963 cho lượt hoạt động tiếp theo tại Viễn Đông, hoạt động phối hợp cùng tàu sân bay Hornet và tàu khu trục Frank E. Evans (DD-754). Đi đến Nhật Bản vào ngày 22 tháng 11, nó được bảo trì cặp bên mạn tàu tiếp liệu khu trục Dixie trước khi cùng Hornet tham gia các hoạt động của Đệ Thất hạm đội trong biển Nhật Bản. Vào ngày 4 tháng 1, 1964, sự có mặt của lực lượng đặc nhiệm tàu sân bay đã khiêu khích phản ứng trinh sát của lực lượng Xô Viết từ Vladivostok: nhiều phi vụ máy bay ném bom Tu-16 "Badger" bay ngang đầu và sự xuất hiện của một tàu khu trục lớp Kotlin. Ngoại trừ một nhiệm vụ được phái đi điều tra một tàu ngầm Xô Viết lớp Whiskey nổi lên trên mặt biển, Carpenter liên tục hộ tống cho Hornet cho đến khi họ quay trở về Kobe vào ngày 10 tháng 1. Trong mùa Xuân năm đó, nó hoạt động canh phòng máy bay cho tàu sân bay và thực hành chống tàu ngầm, và cũng tiến hành ba chuyến tuần tra tại eo biển Đài Loan. Con tàu quay trở về Trân Châu Cảng vào cuối tháng 4, chuẩn bị cho đợt nâng cấp trong khuôn khổ Chương trình Hồi sinh và Hiện đại hóa Hạm đội (FRAM: Fleet Rehabilitation And Modernization) trong Xưởng hải quân Trân Châu Cảng.

### 1964 - 1967

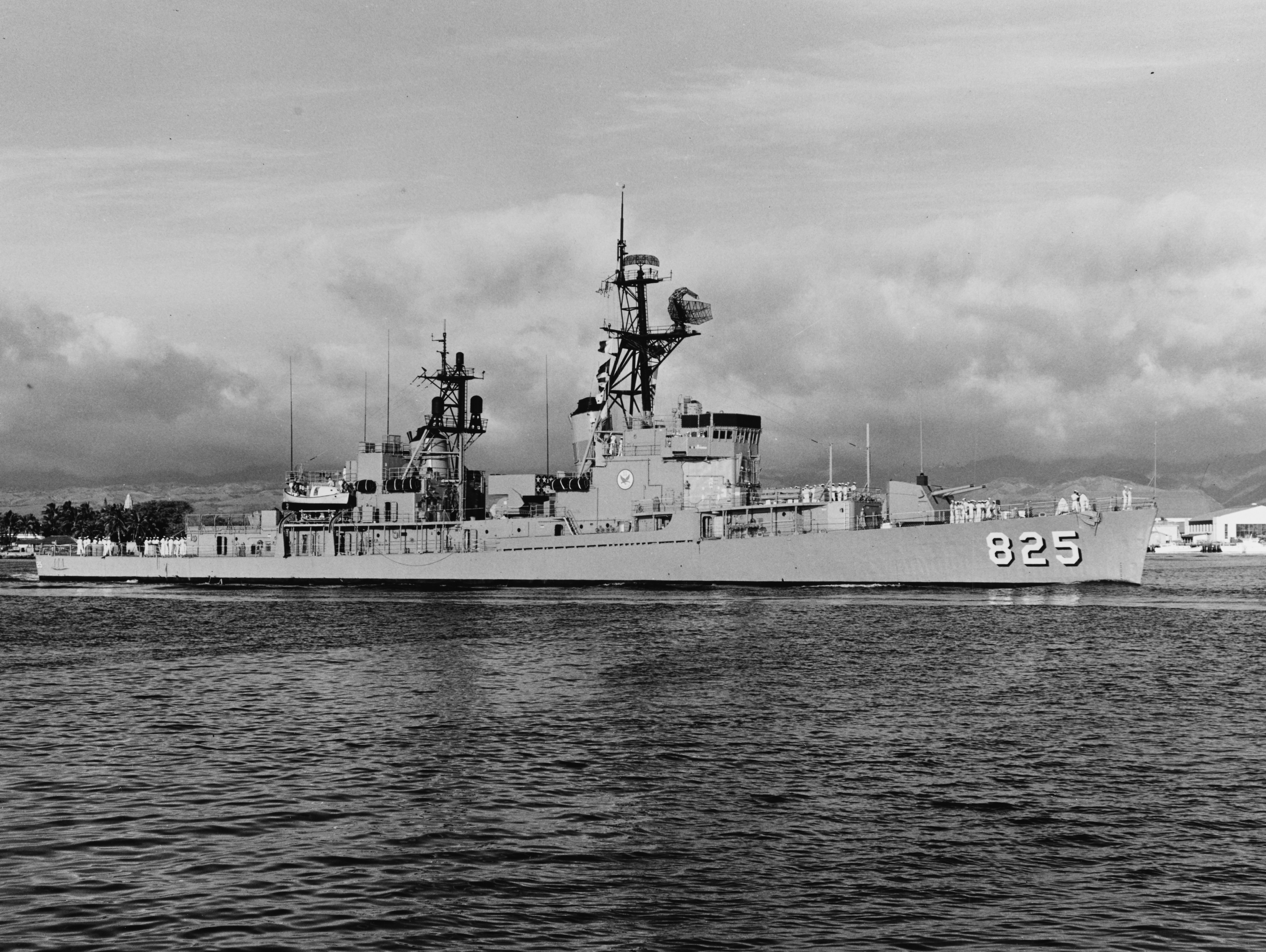
USS Carpenter trong cấu hình sau khi được hiện đại hóa FRAM I, đang rời Trân Châu Cảng, tháng 12, 1965

Việc nâng cấp này nhằm mục đích kéo dài tuổi thọ hoạt động của con tàu đồng thời hiện đại hóa các hệ thống cảm biến và vũ khí. Bắt đầu từ ngày 28 tháng 5, 1964, Carpenter được bổ sung máy bay trực thăng không người lái chống tàu ngầm Gyrodyne QH-50 DASH và tên lửa chống ngầm RUR-5 ASROC. Hệ thống thông tin liên lạc, radar và sonar cũng được nâng cấp, cải tiến các thiết bị tiêu chuẩn và trang bị một hệ thống tiếp nhiên liệu cho máy bay trực thăng. Tất cả quá trình sửa chữa, nâng cấp và hiện đại hóa này kéo dài mất một năm.
Carpenter bắt đầu chạy thử máy và thử nghiệm thiết bị từ ngày 26 tháng 3, 1965 trước khi rời xưởng tàu vào ngày 1 tháng 7. Nó được phân về Đội khu trục 112 vào ngày hôm sau, và trong sáu tháng tiếp theo đã hoạt động huấn luyện ôn tập và thực hành nhằm chuẩn bị cho lượt biệt phái tiếp theo sang Việt Nam. Hoạt động này bao gồm việc bắn thực hành một ngư lôi ASROC vào chiếc tàu ngầm mục tiêu giả lập Blueback (SS-581) vào tháng 8, và một lượt thực hành phối hợp cùng tàu frigate New Zealand HMNZS Taranaki (F148) vào mùa Thu sau đó.
Carpenter rời vùng biển Hawaii vào ngày 27 tháng 12, và sau một chặng dừng ngắn để tiếp nhiên liệu tại vịnh Subic, đã gia nhập Đội đặc nhiệm 77.4 vào ngày 12 tháng 1, 1966, làm nhiệm vụ hộ tống cho các tàu sân bay. Sau sáu tuần phục vụ canh phòng máy bay, nó chuyển sang nhiệm vụ tìm kiếm và giải cứu (SAR: search and rescue) trong vịnh Bắc Bộ vào đầu tháng 3. Vào ngày 20 tháng 3, nó bắt đầu một lượt khảo sát quần đảo Hoàng Sa kéo dài trong hai ngày, rồi quay trở về Yokosuka vào ngày 26 tháng 3. Con tàu quay trở lại vịnh Bắc Bộ vào giữa tháng 4, hoạt động tuần tra và hộ tống rồi chuyển sang nhiệm vụ hỗ trợ hải pháo dọc bờ biển Việt Nam vào ngày 21 tháng 4. Trong vòng hơn một tuần, nó đã bắn 318 quả đạn pháo 5-inch xuống các mục tiêu của đối phương nhằm hỗ trợ cho hoạt động đổ bộ của Lục quân trong Chiến dịch Austin II. Sau khi viếng thăm vịnh Subic và Hong Kong, nó lên đường quay trở về khu vực Hawaii, về đến Trân Châu Cảng vào ngày 11 tháng 6.
Carpenter bắt đầu các hoạt động huấn luyện chuẩn nhận hệ thống DASH từ ngày 25 tháng 7, và cho dù một máy bay trực thăng không người lái gặp trục trặc và rơi xuống biển, đội DASH đã bắn trúng ba ngư lôi thực hành vào mục tiêu trong các lượt thực tập vào tháng 8. Hoạt động huấn luyện này bị ngắt quảng vào ngày 28 tháng 7, khi nó được phái đi ngăn chặn hai tàu khu trục tên lửa điều khiển Liên Xô xuất hiện tại vùng biển Hawaii. Trong hai ngày nó đã thu thập những dữ liệu điện tử cùng những thông tin tình báo hữu ích từ các con tàu Xô Viết trước khi quay trở lại hoạt động thường lệ.
Trong tháng 11, Carpenter được bảo trì cặp bên mạn tàu tiếp liệu khu trục Prairie (AD-15) nhằm chuẩn bị cho một đợt sửa chữa. Công việc được bắt đầu vào ngày 14 tháng 12, khi con tàu được sửa chữa bánh lái và thay thế chân vịt mới. Rời xưởng tàu sau khi hoàn tất vào ngày 12 tháng 1, 1967, nó bước vào một giai đoạn huấn luyện khẩn trương, bao gồm huấn luyện chuẩn nhận tác xạ, phòng không, hướng dẫn tuần tra chiến đấu trên không, thử nghiệm đánh giá sonar AN/SQS-26, cũng như thực hành DASH, nhằm chuẩn bị cho lượt biệt phái hoạt động tiếp theo.
Rời Trân Châu Cảng vào ngày 6 tháng 3, Carpenter đi đến Trạm Yankee ngoài khơi Bắc Việt Nam vào ngày 27 tháng 3. Trong hai tuần lễ nó phục vụ canh phòng máy bay cho các tàu sân bay, xen kẻ với những đợt thực hành sonar, máy bay trực thăng và DASH phối hợp cùng tàu ngầm đồng đội. Vào ngày 14 tháng 4, nó đảm nhiệm vai trò hoạt động khảo sát cho lực lượng đặc nhiệm, phối hợp và theo dõi mọi hoạt động của hạm tàu nổi và tàu ngầm của lực lượng đặc nhiệm tại Trạm Yankee. Nó đi đến vịnh Subic vào ngày 29 tháng 4 để bảo trì và sửa chữa nhỏ trong một tuần.
Sau một giai đoạn phục vụ khác tại Trạm Yankee kéo dài trong hai tuần, Carpenter lên đường đi Cao Hùng, Đài Loan, đến nơi vào ngày 23 tháng 5, nơi nó hoạt động huấn luyện không-biển phối hợp cùng các đơn vị Hải quân Trung Hoa dân quốc. Quay trở lại biển Đông vào ngày 9 tháng 6, nó có một lượt khảo sát ngắn quần đảo Hoàng Sa trước khi đi đến Trạm Yankee vào ngày 12 tháng 6. Con tàu đã viếng thăm cảng Hong Kong vào đầu tháng 7, rồi quay trở lại hoạt động hộ tống cho đến ngày 22 tháng 7, khi nó được điều sang nhiệm vụ hỗ trợ hải pháo dọc bờ biển Việt Nam. Trong vòng một tuần, nó thực hiện nhiệm vụ bắn phá các mục tiêu trên bờ, bắn 1.012 quả đạn pháo 5-inch nhằm hỗ trợ cho cuộc chiến đấu của Sư đoàn 17 Bộ binh (Nam Việt Nam) tại khu vực trách nhiệm của Quân đoàn II.
Lên đường đi vịnh Subic vào ngày 1 tháng 8, Carpenter gia nhập cùng Sproston và cùng chiếc tàu khu trục hộ tống lên đường vào ngày 4 tháng 8, di chuyển xuống phía Nam tham gia một cuộc tập trận phối hợp cùng Hải quân Hoàng gia New Zealand. Nó băng qua đường Xích đạo vào ngày 8 tháng 8, đi đến Sydney, Australia vào ngày 15 tháng 8 và viếng thăm cảng này trong hai ngày trước khi tiếp đi sang New Zealand. Con tàu thực hiện nhiều lượt thực hành chống tàu ngầm trước khi viếng thăm Auckland và Wellington. Lên đường vào ngày 1 tháng 9, nó hướng đến Trân Châu Cảng ngang qua Pago Pago, Samoa thuộc Mỹ, và về đến cảng nhà vào ngày 11 tháng 9.

### 1967 - 1969
Carpenter quay trở lại một nhịp điệu hoạt động huấn luyện và bảo trì thường lệ từ cảng nhà, ngoại trừ một sự kiện vào giữa tháng 11, 1967, khi nó phục vụ như tàu thu hồi dự phòng cho chuyến bay của tàu không gian không người lái Apollo 4. Một sự cố xảy ra khi máy bay không người lại DASH của nó bị rơi trên biển trong một cuộc thực tập, rồi lại thêm một chiếc DASH khác bị rơi vào ngày 10 tháng 1, 1968; nhưng những tai nạn này không ngăn được con tàu vượt qua các đợt kiểm tra và chuẩn nhận. Nó khởi hành từ Trân Châu Cảng vào ngày 29 tháng 3 để đi sang khu vực Midway, tiếp tục phục vụ như tàu thu hồi dự phòng cho một chuyến bay không người lái khác trong khuôn khổ Chương trình Apollo. Radar của chiếc tàu khu trục đã bắt được đường đi của Apollo 6 vào ngày 4 tháng 4, khi chiếc tàu không gian bay ngang qua đầu và đáp xuống biển an toàn tại vị trí gần tàu sân bay Bennington.
Vào giữa tháng 4, Carpenter được bảo trì cặp bên mạn tàu tiếp liệu khu trục Isle Royale (AD-29), khi hệ thống QH-50 DASH chống tàu ngầm bị tháo dỡ. Cho dù những máy bay không người lái sẽ được trang bị cho tàu chiến trong tương lai, những kỹ thuật thô sơ của thế hệ DASH tỏ ra khá kém tin cậy để có thể tiếp tục sử dụng. Con tàu trải qua những tháng tiếp theo hoạt động huấn luyện ôn tập nhằm chuẩn bị cho một cuộc tập trận hạm đội quy mô lớn vào mùa Hè. Nó lên đường đi San Diego, California vào ngày 14 tháng 6, tham gia cuộc Tập trận STRIKEX 1-68 nơi nó tiến hành bắn phá bờ biển, hoạt động chống hạm tàu nổi và chống tên lửa hành trình tại vùng biển Nam California cho đến ngày 2 tháng 7; nó đi đến viếng thăm cảng Santa Monica, California trước khi quay trở lại Trân Châu Cảng. Nó tiếp tục được khảo sát, thanh tra và bảo trì cặp bên mạn tàu tiếp liệu khu trục Bryce Canyon, trước khi được nâng cấp hệ thống radar điều khiển hỏa lực nhằm chuẩn bị cho lượt hoạt động tiếp theo tại Việt Nam. Hoàn tất thử nghiệm thiết bị mới vào đầu tháng 9, nó lên đường vào ngày 17 tháng 9 để đi sang Viễn Đông.
Đi đến Trạm Yankee trong vịnh Bắc Bộ vào ngày 7 tháng 10, Carpenter phục vụ hộ tống chống tàu ngầm và canh phòng máy bay cho các tàu sân bay thuộc Lực lượng Đặc nhiệm 77. Ngoại trừ một lượt ngắn viếng thăm cảng Hong Kong vào cuối tháng 10, nó ở lại vùng chiến sự trong suốt hai tháng tiếp theo, và vẫn có mặt khi các chiến dịch không kích xuống miền Bắc Việt Nam được tạm dừng vào ngày 1 tháng 11. Được tách ra trong hai tuần từ ngày 13 tháng 12, nó tuần tra tại vùng biển phía Nam Đà Nẵng hỗ trợ các hoạt động can thiệp dọc bờ biển trong khuôn khổ Chiến dịch Market Time; nó cũng bắn hải pháo hỗ trợ cho lực lượng hải thuyền đang hoạt động tại khu vực phía Nam Chu Lai. Ngoại trừ một hoạt động theo dõi và trinh sát các tàu đánh cá Liên Xô ngụy trang từ ngày 30 tháng 1 đến ngày 2 tháng 2, 1969, nó tiếp tục phục vụ tại Trạm Yankee cho đến ngày 11 tháng 2, khi nó đi đến vịnh Subic để tiếp nhiên liệu và bảo trì. Lên đường ngay ngày hôm đó, nó quay trở về nhà và về đến Trân Châu Cảng vào ngày 1 tháng 3.

### 1969–1972
Tại cảng nhà, Carpenter được nghỉ ngơi, bảo trì và huấn luyện trong mùa Hè năm 1969. Nó đi đến Xưởng hải quân Trân Châu Cảng từ ngày 13 tháng 10 để được đại tu, công việc chỉ hoàn tất vào ngày 13 tháng 2, 1970. Trong ba tháng tiếp theo, nó thử nghiệm thiết bị, huấn luyện cho thủy thủ đoàn đồng thời trải qua các đợt thanh tra và sát hạch. Con tàu lên đường đi sang Viễn Đông vào ngày 3 tháng 6.
Đi đến Trạm Yankee trong biển Đông vào ngày 1 tháng 7, Carpenter phục vụ canh phòng máy bay lần lượt cho các tàu sân bay Bon Homme Richard (CVA-31), America (CVA-66) và Shangri-La (CVS-38). Nó đi đến Yokosuka vào giữa tháng 8 để được bảo trì trong mười ngày cặp bên mạn tàu sửa chữa Hector (AR-7), rồi sau đó làm nhiệm vụ tuần tra tại eo biển Đài Loan trong ba tuần lễ. Được thay phiên vào ngày 22 tháng 9, nó quay trở lại Trạm Yankee để tiếp tục nhiệm vụ hộ tống chống tàu ngầm và canh phòng máy bay cho các tàu sân bay. Để chuẩn bị cho một chuyến viếng thăm Sydney, Australia, con tàu đi đến Căn cứ vịnh Subic, Philippines để được bảo trì vào ngày 5 tháng 11. Tại đây công nhân xưởng tàu phát hiện những vết nứt trên thùng chứa nhiên liệu; vì vậy nó phải chuyển hướng đi đến Trân Châu Cảng để sửa chữa. Đến nơi vào ngày 25 tháng 11, nó được sửa chữa cặp bên mạn chiếc Bryce Canyon, và công việc hoàn tất vào ngày 15 tháng 1, 1971.
Trong mùa Xuân năm 1971, Carpenter thực hiện nhiều đợt huấn luyện thực hành và tập trận, bao gồm việc thực tập chống tàu ngầm cùng với tàu khu trục Cochrane (DDG-21) và các tàu ngầm Bonefish (SS-582) và Sailfish (SS-572) vào tháng 1. Con tàu tham gia vào Chương trình Apollo khi tham gia một đợt huấn luyện thu hồi trong tháng 2, rồi thực tập phóng ngư lôi phối hợp cùng tàu ngầm Aspro (SSN-648) vào ngày 31 tháng 3, và với Plunger (SSN-595) vào ngày 30 tháng 4. Nó lên đường đi Oregon vào ngày 4 tháng 6 để tham gia Lễ hội Hoa hồng Portland, rồi quay trở về Trân Châu Cảng vào ngày 20 tháng 6, bắt đầu chuẩn bị cho lượt biệt phái hoạt động ra nước ngoài tiếp theo. Nó lên đường hướng sang Viễn Đông vào ngày 9 tháng 9.
Carpenter thực hành huấn luyện chống tàu ngầm phối hợp cùng với chiếc Scamp (SSN-588) tại khu vực phía Nam vịnh Manila trước khi đi đến vịnh Subic vào ngày 24 tháng 9. Ăn-ten tác chiến điện tử của con tàu được sửa chữa trước khi nó lên đường bốn ngày sau đó để đi sang vùng biển Việt Nam, nơi nó phục vụ canh phòng máy bay cho tàu sân bay Midway (CVA-41) tại Trạm Yankee cho đến ngày 11 tháng 10. Trên đường đi sang vịnh Subic, thủy thủ đoàn phát hiện nhiều chỗ nứt trên lườn tàu, nên nó lập tức được đưa vào ụ nổi AFDM-6 tại vịnh Subic để sửa chữa các tấm thép lườn tàu đã rỉ sét. Lên đường vào ngày 5 tháng 11 để quay trở lại Trạm Yankee, nó tiếp tục phục vụ canh phòng máy bay cho các tàu sân bay Coral Sea (CVA-43), Oriskany (CVA-34) và Constellation (CVA-64) cho đến tháng 1, 1972. Rời khu vực vào ngày 15 tháng 2, con tàu về đến Trân Châu Cảng vào ngày 9 tháng 3.

### 1972–1975
Sau khi được nghỉ ngơi và bảo trì, Carpenter đi đến Xưởng hải quân Trân Châu Cảng vào ngày 5 tháng 4 để sửa chữa nhỏ. Tuy nhiên những hư hỏng tìm thấy khá nghiêm trọng, nên con tàu lại tiếp tục đi đến Xưởng hải quân Hunters Point, San Francisco vào ngày 22 tháng 9 để đại tu và sửa chữa toàn diện. Khi công việc trong xưởng tàu hoàn tất vào ngày 31 tháng 1, 1973, nó chính thức được chuyển cảng nhà đến San Francisco và được điều sang vai trò tàu huấn luyện cho Hải quân Dự bị Hoa Kỳ, đảm trách huấn luyện thực tập cho học viên sĩ quan dự bị tại khu vực bờ Tây Hoa Kỳ.
Khởi hành vào ngày 12 tháng 6 cho một chuyến đi sang khu vực Tây Thái Bình Dương, Carpenter gia nhập cùng các tàu khu trục Wiltsie (DD-716), Southerland (DD-743) và McKean (DD-784) tại Seattle, Washington, rồi đi lên phía Bắc đến Alaska. Sau một chặng dừng ngắn tại Adak, Alaska để tiếp nhiên liệu, nó đi đến Yokosuka vào ngày 28 tháng 6. Con tàu đã tham gia cuộc Tập trận ASWEX 7-73 trong tháng 7, thực hành phối hợp cùng bốn tàu khu trục và tàu ngầm Harushio (SS-583) của Lực lượng Phòng vệ Biển Nhật Bản. Sau khi viếng thăm cảng Sasebo, con tàu đi sang Đài Loan để tham gia cuộc Tập trận Shark Hunt III cùng các tàu khu trục của Hải quân Trung Hoa dân quốc. Được nghỉ ngơi và bảo trì, nó rời vùng biển Đài Loan để quay trở về nhà vào ngày 8 tháng 8; và sau các chặng dừng để tiếp nhiên liệu tại Guam, Midway và Trân Châu Cảng, nó về đến San Francisco vào ngày 30 tháng 8.
Trong bối cảnh của sự cắt giảm ngân sách quốc phòng, và với một thủy thủ đoàn được rút gọn, Carpenter chỉ tiến hành những hoạt động tại chỗ trong giai đoạn 1974-1975 nhằm mục đích nâng cao khả năng sẵn sàng hoạt động của thủy thủ đoàn nòng cốt và nhân sự dự bị. Nó thực hiện những nhiệm vụ canh phòng máy bay cho tàu sân bay, thực hành tiếp nhiên liệu trên đường đi, và hỗ trợ thử nghiệm lặn sâu cho các tàu ngầm chạy năng lượng hạt nhân Thomas Jefferson (SSBN-618) và Seawolf (SSN-575). Nó cũng viếng thăm các cảng dọc theo vùng bờ Tây Hoa Kỳ.

### 1976–1980
Nhịp điệu hoạt động này được duy trì cho đến ngày 27 tháng 9, 1976, khi Carpenter được đại tu tại xưởng tàu của hãng Bethlehem Steel ở San Francisco. Khi hoàn tất và rời xưởng tàu vào ngày 26 tháng 8, 1977, con tàu đã được sửa chữa đáng kể độ cơ và nâng cấp các hệ thống chỉ huy tác chiến. Nó tiếp nối những hoạt động cùng hải quân dự bị trong ba năm tiếp theo, xen kẻ những hoạt động tại chỗ với những chuyến đi dài ngày đến Ensenada, Mexico và Anchorage, Alaska.
Chuyến đi cuối cùng của Carpenter diễn ra vào tháng 5 và tháng 6, 1980, khi nó phục vụ canh phòng máy bay cho tàu sân bay Ranger và thực hành chống tàu ngầm phối hợp cùng với McKean và Bonefish. Sau khi quay trở về cảng nhà, thủy thủ đoàn chuẩn bị để chuyển giao con tàu cho Thổ Nhĩ Kỳ như một phần của Chương trình Viện trợ Quân sự.

### TCGAnittepe(D-347)

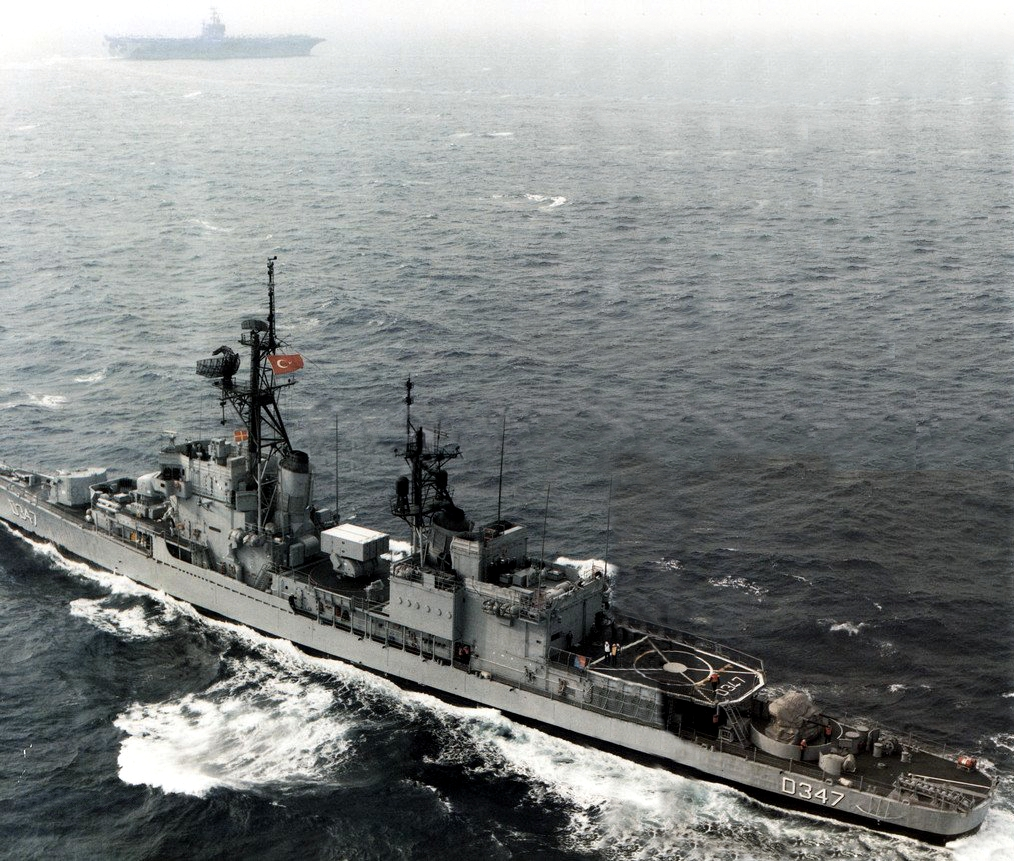
TCG Anıttepe trên đường đi tại Địa Trung Hải, năm 1988

Sau khi được cho xuất biên chế vào ngày 20 tháng 2, 1981, con tàu được chuyển cho Thổ Nhĩ Kỳ mượn cùng ngày hôm đó, và nhập biên chế cùng Hải quân Thổ Nhĩ Kỳ như là chiếc TCG Anittepe (D-347); nó được chính phủ Thổ Nhĩ Kỳ mua đứt vào ngày 8 tháng 6, 1987. Nó phục vụ cho đến khi ngừng hoạt động vào tháng 11, 1997, và bị tháo dỡ vào năm 1999.

## Phần thưởng
Carpenter được tặng thưởng năm Ngôi sao Chiến trận do thành tích phục vụ trong Chiến tranh Triều Tiên, và thêm 12 Ngôi sao Chiến trận khác khi hoạt động trong Chiến tranh Việt Nam.